# Trestrimmig bäcksalamander
Trestrimmig bäcksalamander (Eurycea guttolineata) är ett stjärtgroddjur i familjen lunglösa salamandrar och släktet Eurycea (bäcksalamandrar), som finns i sydöstra USA.

## Utseende
Den trestrimmiga bäcksalamandern är en stor salamander med en lång, smal svans och en längd på 10 till 18 cm. Ovansidan har en svart mittlinje som är omgiven av brandgula till brungula band, och en mörkbrun till svart strimma på varje sida. Buksidan är tätt fläckad i smutsgult till olivgrönt och vitt. 

## Taxonomi
Arten betraktades tidigare som en underart av långsvansad bäcksalamander (Eurycea longicauda), E. longicauda guttolineata.

## Utbredning
Den trestrimmiga bäcksalamandern finns i sydöstra USA med nordgräns i Virginia och Tennessee samt via North och South Carolina, Georgia, Alabama och Mississippi till sydkusten från östra Louisiana till västra Florida.

## Vanor
Den vuxna salamandern lever främst på fuktiga marker som flodbankar, mossar, vid källor och liknande, men kan också återfinnas i träsk, diken, långsamma vattendrag och tillfälliga vattensamlingar. Den är övervägande nattaktiv, och gömmer sig under dagen i klippskrevor under stenar, kvistar och andra objekt. Till skillnad från de flesta andra lunglösa salamandrar, hävdar inte den trestrimmiga bäcksalamandern revir. Födan utgörs av olika ryggradslösa djur, som snäckor och deras ägg, rundmaskar, nematoder, mångfotingar, spindeldjur, hoppstjärtar, steklar, speciellt myror, tvåvingar, skalbaggar, hopprätvingar, nätvingar, skinnbaggar, fjärilar, nattsländor samt små trollsländor. Litet är känt om fortplantningen, men äggen förefaller läggas på vintern, och larvutvecklingen sker i vatten. Könsmognaden inträffar omkring 2 års ålder. Livslängden uppskattas till åtminstone 10 år, kanske mer.